# Syre
Syre (estilizado como SYRE) é o álbum de estúdio de estreia do ator e rapper Jaden Smith. O lançamento ocorreu em 17 de novembro de 2017, através das gravadoras MSFTS Music e Roc Nation.

## Antecedentes
O álbum foi promovido com a divulgação de inúmeros trechos de músicas e videoclipes, após o lançamento da canção "Fallen", em dezembro de 2016. O título do álbum é uma referência ao seu nome completo, Jaden Christopher Syre Smith. Em entrevista à revista Complex, Jaden disse que:
| “ | Syre veio até mim de forma aleatória. Eu não sabia como iria chamar o álbum, mas um dia realmente tive essa ideia. Não sei o que aconteceu. Era como uma mudança e, de um segundo para outro, a minha vida inteira mudou. Percebi que Syre era a resposta e um ímpeto para o meu avanço. As pessoas adoram falar sobre mim e dizer "oh, Jaden Smith isso, oh, Jaden Smith aquilo". É hora de fazer um novo despertar e trazer uma nova consciência. Quem pensa que me conhece, este álbum é completamente diferente de suas expectativas. | ” |

## Promoção
Após o anúncio da data de lançamento de Syre, Jaden pulicou 12 prévias de sete videoclipes em mosaico em sua conta no Instagram. A postagem central, intitulada de The Syre Movie Trailer. Score By Ricky Eat Acid, incluem os títulos das faixas do álbum.
Para promover o álbum, Jaden fez lançamentos periódicos de singles do álbum. Em 5 de dezembro de 2016, lançou "Fallen" como single principal do álbum.  Em 14 de julho de 2017, lançou "Batman" e "Watch Me" consecutivamente como segundo e terceiro single do álbum.  Em 16 de novembro de 2017, lançou "Falcon" como quarto single do álbum, contando com a participação do músico estadunidense Raury. Por fim, em 17 de novembro de 2017, lançou "Icon" como o quinto single do álbum.

## Recepção

### Crítica
| Críticas profissionais | Críticas profissionais |
| Pontuações agregadas   | Pontuações agregadas   |
| Fonte                  | Avaliação              |
| ---------------------- | ---------------------- |
| Metacritic             | 69/100                 |
| Avaliações da crítica  |                        |
| Fonte                  | Avaliação              |
| AllMusic               | [ 21 ]                 |
| Exclaim!               | 8/10                   |
| HipHopDX               | 4.1/5                  |
| HotNewHipHop           | 60%                    |
| Radio UTD              | 8.5/10                 |
| The Post               | [ 26 ]                 |
| NME                    | [ 27 ]                 |
| Pitchfork              | 5.1/10                 |
| Salute                 | [ 29 ]                 |

Desde o lançamento, Syre tem recebido críticas altamente positivas. No Metacritic, recebeu uma nota 69 de 100, baseada em seis avaliações. Kyle Eustice, do portal de crítica musical HipHopDx, enalteceu a criatividade e a produção do álbum, além de relembrar o progresso estilístico de Jaden em seus trabalhos musicais. O portal DJBooth disse que, além da influência de Childish Gambino nas composições e o álbum poder ter terminado na faixa "Lost Boy", existem canções honrosas dentro do trabalho para que os ouvintes possam se apaixonar. A. Harmony, da Exclaim!, disse: "Com um gênero fluido e denso, a estreia de Jaden Smith na Roc Nation é muito para se processar. SYRE muda de forma de tal maneira que toca como dois álbuns distintos: é um playground sonoro, fazendo com que Smith salte de brinquedo para brinquedo e flexione seu músculo artístico pelo trabalho." Em contrapartida, Kevin Lozano, da Pitchfork, criticou o rap e o liricismo de Smith, escrevendo: "O álbum é um amontoado de batidas caóticas e letras dignas de constrangimento. A estreia de Jaden Smith é um a fantasia sofista e paranoica que mistura o pensamento da nova era com uma retórica apocalíptica."

### Comercial
No seu lançamento, alcançou a décima terceira posição no US Album Chart. No chart britânico do iTunes, debutou na 64 posição. Nos Estados Unidos, Syre estreou na 24ª posição da Billboard 200 com 20.000 cópias equivalentes, sendo 3.000 puras.

## Faixas
| N.º            | Título         | Compositor(es)                               | Produtor(es)         | Duração |  |
| 1.             | "B"            | Jaden Smith Lido Peder Losnegård             | Lido                 | 3:06    |  |
| 2.             | "L"            | Smith Losnegård                              | Lido                 | 2:23    |  |
| 3.             | "U"            | Smith Losnegård                              | Lido                 | 4:45    |  |
| 4.             | "E"            | Smith Losnegård                              | Lido                 | 3:23    |  |
| 5.             | "Breakfast"    | Smith Melvin Lewis Omarr Rambert ASAP Rocky  | Lewis OmArr          | 3:04    |  |
| 6.             | "Hope"         | Smith Losnegård                              | Lido                 | 6:00    |  |
| 7.             | "Falcon"       | Smith Tim Suby Raury                         | Suby                 | 3:43    |  |
| 8.             | "Ninety"       | Smith Losnegård                              | Lido                 | 7:48    |  |
| 9.             | "Lost Boy"     | Smith Mateo Arias Rambert Josiah Bell        | Teo OmArr Bell       | 9:29    |  |
| 10.            | "Batman"       | Smith Rambert Young Fyre Daniel Jose Fabrega | Young Fyre OmArr [a] | 3:04    |  |
| 11.            | "Icon"         | Smith Lewis Rambert                          | Lewis OmArr          | 3:40    |  |
| 12.            | "Watch Me"     | Smith Rambert Winfrey                        | Young Fyre OmArr [a] | 2:34    |  |
| 13.            | "Fallen"       | Smith T. Thompson                            | IQ                   | 4:22    |  |
| 14.            | "The Passion"  | Smith Rambert Christian Rich                 | OmArr Christian Rich | 4:29    |  |
| 15.            | "George Jeff"  | Smith Winfrey                                | Young Fyre OmArr     | 2:17    |  |
| 16.            | "Rapper"       | Smith Kevin Jacoutot                         | Wanderlust           | 2:20    |  |
| 17.            | "Syre"         | Smith                                        | Smith                | 3:54    |  |
| Duração total: | Duração total: | Duração total:                               | Duração total:       | 70:29   |  |

Notas
- ↑[a]  significa co-produtor
- "B" contém os vocais de Willow Smith  e Pia Mia[34]
- "U" é um sample da canção "Falling Down" de Lido
- "Icon" é um sample de "The Hi De Ho Man" de Cab Calloway

## Posições
| Tabela musical (2017)                   | Melhor posição |
| --------------------------------------- | -------------- |
| Bélgica (Ultratop Flandres)             | 80             |
| Canadá (Billboard)                      | 32             |
| Países Baixos (Dutch Charts)            | 63             |
| França (SNEP)                           | 142            |
| New Zealand Albums (RMNZ)               | 33             |
| Reino Unido (Official Albums Chart)     | 85             |
| Estados Unidos (Billboard 200)          | 24             |
| Estados Unidos (Top R&B/Hip Hop Albums) | 10             |